# Mohammed Mezher
Mohammed Mezher (Mesena, 24 de marzo de 1998) es un futbolista iraquí que juega en la demarcación de centrocampista para el Al-Sharaa SC de la Liga Premier de Irak.

## Selección nacional
Tras jugar en las categorías inferiores de la selección, finalmente hizo su debut con la selección absoluta de Irak el 12 de noviembre de 2020 en un encuentro amistoso contra Jordania que finalizó con un resultado de empate a cero.

## Clubes
Actualizado al último partido disputado el 30 de julio de 2023.
| Club                 | País | Año       | Partidos | Goles |
| -------------------- | ---- | --------- | -------- | ----- |
| Naft Maysan SC       | Irak | 2018-2020 | 2        | 2     |
| Al-Shorta SC         | Irak | 2020-2022 | 41       | 0     |
| Al-Najaf SC (cedido) | Irak | 2023      | 2        | 2     |
| Al-Shorta SC         | Irak | 2023-     | 2        | 1     |